# زاوية الشيخ
زاوية الشيخ هي مدينة مغربية وسط شمال البلاد. تقع زاوية الشيخ بإقليم بني ملال وتضم 22.728 نسمة (إحصاء رسمي 2004).

## موقع مدينة زاوية الشيخ
تقع مدينة زاوية الشيخ في الواجهة الغربية من جبال الأطلس المتوسط في سفح الجبل من حوض أم الربيع أكثر الأنهار صبيبا في المغرب، تخترقها الطريق الرئيسية رقم 8 الرابطة بين المدينة العلمية فاس ومدينة مراكش المشهورة سياحيا في العالم. يبلغ ارتفاعها على سطح البحر 800 متر ذات مناخ معتدل حيث من يعيش فيها يتمتع فيها بمنظر قمم جبلية تكسوها الثلوج، وفي الضفة الأخرى من نهر أم الربيع «أرض أزغار» المنبسطة على مدى البصر. ويحد بلدة زاوية الشيخ واديين:

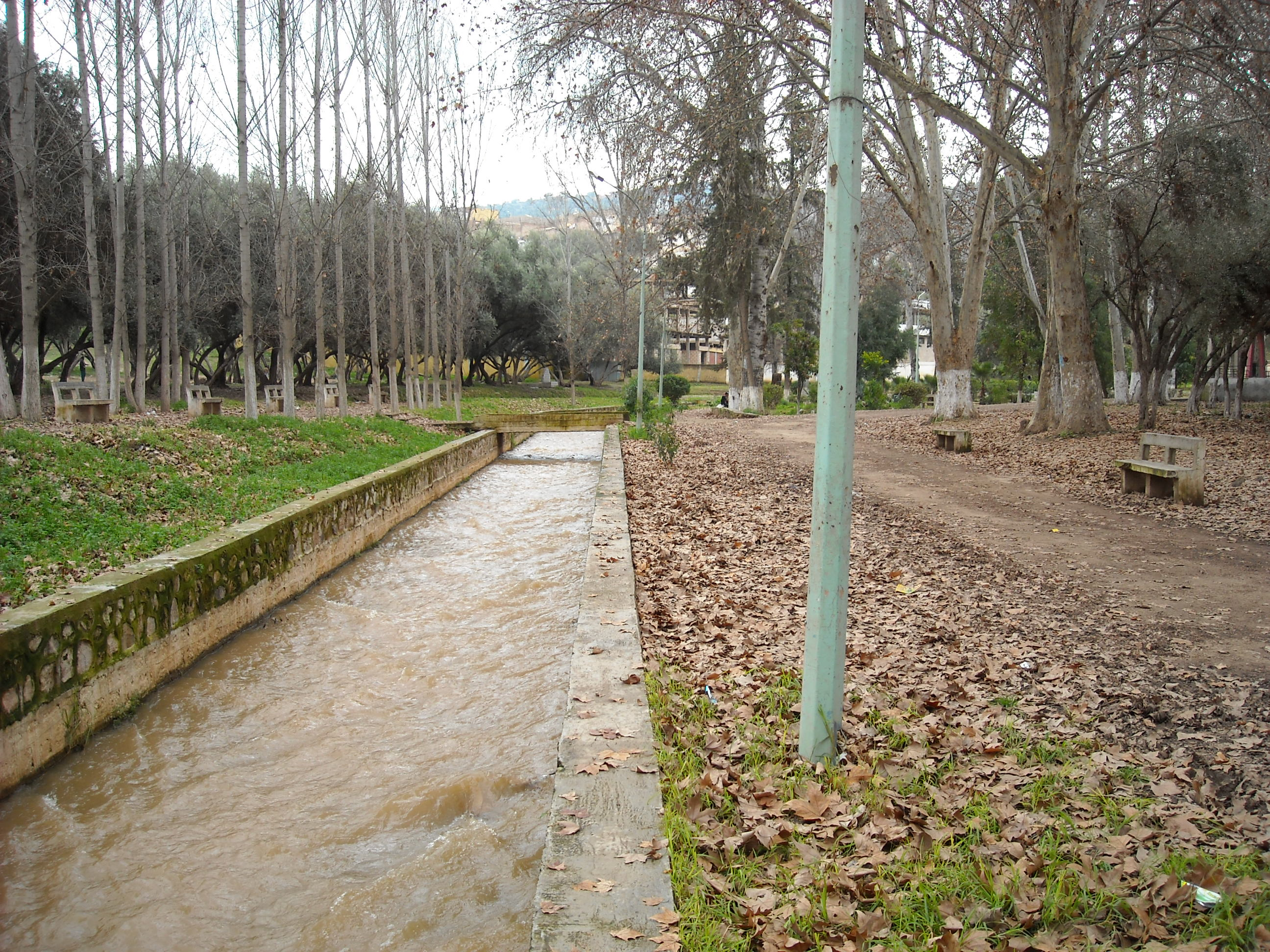
تامدا، زاوية الشيخ، المغرب

من الشمال: وادي فرعون ومن الجنوب: وادي الشقف أو ثَلاَثْ نيوب (وادي أيوب) كما كان يعرف قديما ووديان أخرى تخترقها في الوسط كوادي أوبشا وحوض تامدة الأكثر جريانا للمياه وعليه بني أكثر عمران هذه البلدة حيث توجد على ضفتيه العديد من الكهوف الموغلة في القدم التي سكنها إنسان هذه المناطق قديما، هناك مغاوير لا تزال إلى اليوم تستعمل معاصرا للزيتون. بالإضافة إلى حوض إيقور (ايقور كلمة أمازيغية تعني: اليابس). أما أهم المنتوجات بمنطقة زاوية الشيخ يتصدرها شجر الزيتون بحيث تقع وسط بحر من غابات الزيتون والرمان والعنب والتين بالإضافة إلى عشرات الأنواع الأخرى من الأشجار.

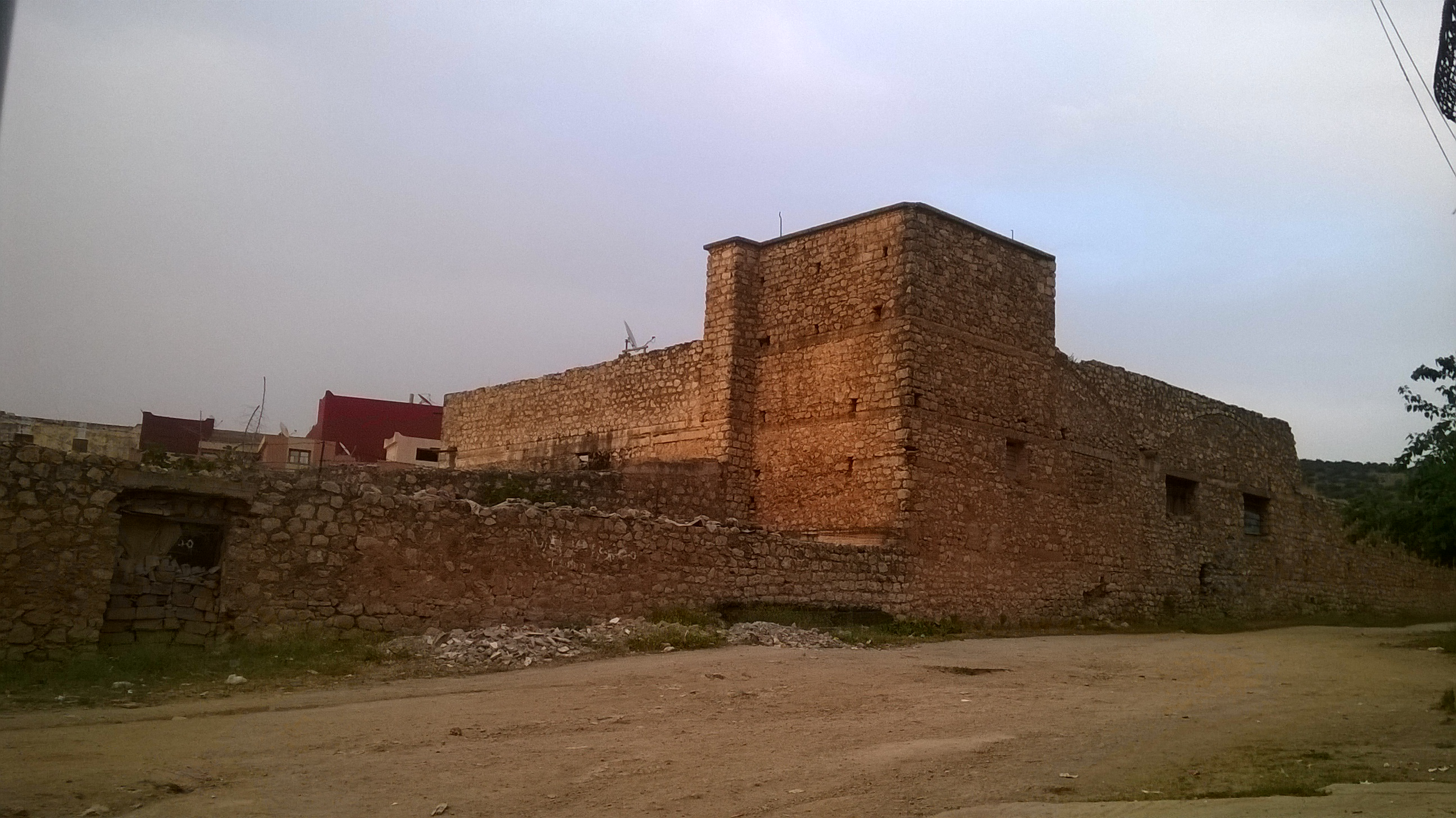
مبنى سكني قديم بزاوية الشيخ

## تاريخ زاوية الشيخ
عرف تاريخيا موقع زاوية الشيخ بطريق السلطان بحيث لا يمكن لأي دولة من الدول التي عرفها تاريخ المغرب أن يستتب فيها الأمن ما لم تتحكم فيما يعرف بطريق السلطان الرابط بين فاس ومراكش.
استوطن الإنسان هذه المنطقة منذ التاريخ الموغل في القدم ما قبل الرومان وإلى الفتح الإسلامي. تفاعل الإنسان في هذه الأرض مدا وجزرا حسب ظروف السلم والحرب ومن المؤشرات على تواجد الإنسان قديما بهذه المنطقة ما يوجد من مقابر بشرية يعود تاريخ بعضها لآلاف السنين كمدافن إيبوها والمدينة التي لم يبق منها إلا بعض الأطلال «أم وارفروفن» في أعالي الأطلس المتوسط في المكان المسمى ب«بوقبو»(بوقبو كلمة أمازيغية تعني: مصدر الأخشاب) جوار عين أجوع وإن دلت هذه التسمية على شيء فإنها تدل على ما عرفه تاريخ هذه المنطقة من أدغال لم يبق منها إلا أثر بعد عين. وهناك مدافن أخرى كمدافن سيدي بوزيد وسط المدينة ومقابر تعد بالألوف في منطقة سيدي عيسى بن سليمان مما يدل على وجود حضارة وعمران ذا أهمية في تاريخ هذه المنطقة.منذ ما قبل الإسلام والإنسان الأمازيغي استوطن هذه المنطقة وكانوا يعرفون بأهل الدير «أيت أمالو» (أمالو كلمة أمازيغية تعني: الظل نظرا لما كان فيها من أدغال) ومع توالي العقود والأحقاب تولد عن ذلك نشوء العديد من المراكز الحضرية بالمنطقة

## مواقع زاوية

### موقع مركز «إغرم نواسيف» التاريخي
(إغرم نواسيف كلمة أمازيغية تعني: قصر النهر أو ادشر الواد)
يعتبر مركز إغرم نواسيف الواقع مباشرة على نهر أم الربيع مركز أيت هودي، المعروف تاريخيا منذ عشرات القرون ويعد من أهم المراكز في هذه المنطقة إذ عرف ازدهارا هائلا، كان يضاهي في بعض الحقب من تاريخه من حيث التجارة والصناعة والمعارف مدينة فاس، حيث كانت تؤمه القوافل التجارية لتبضع من فاس ومراكش وأبي الجعد وتافيلالت ومن أطراف أخرى، كما كانت فيه دار للسكة وصناعة البارود وتجلب له المواد الأولية من مناجم سيدي ايحيا وساعد في أعالي جبال الأطلس المتوسط أو مناجم أزغار القريبة منه.من أهم الأخبار التي رويت عن دشر الواد أنه عرف نزوح العديد من المورسكيين النازحين من الأندلس جنوب شبه جزيرة ايبيريا -إسبانيا حاليا- وذلك في أوائل القرن الخامس عشر الميلادي، حيث حملوا معهم العديد من المهارات كصناعة الحلي والنسيج وصناعة الزليج والفسيفساء والعديد من المهارات الأخرى. وعرف عبر تاريخه الطويل العديد من العلماء أذكر على سبيل المثال بعضا منهم كالفقيه القرواوي وهو من حفظة سيدي خليل وقد قرأه بين يدي الملك الحسن الأول في أواخر القرن التاسع عشر الميلادي، ومن العلماء الآخرين الفقيه السرغيني الذي كان يدرس للأمراء بفاس وكان له شغف بالبحث العلمي حيث أنه بحث عن كتاب العشماوي بفاس ولم يجده ودلوه على وجوده بادشر الواد ثم قام بزيارته فوجد الكتاب ضالته ومن تم قرر أن يبقى بهذه المنطقة نظرا لأهميتها العلمية وإن دل هذا الحدث على شيء فإنما يدل على أهمية تاريخ ادشر الواد العلمي والتجاري والعمراني وعلى تاريخ هذه المنطقة أجمع. ولم يبق من هذه الحضارة البائدة إلا صخور للأطلال صامتة.

### موقع مركز أوعبيد الله التاريخ
مركز أوعبيد الله موجود في موقع متميز في ركن الجبل من أعالي جبل الأطلس المتوسط يطل على زاوية الشيخ المدينة يصلح للانقطاع لطلب العلم والتأمل والزهد والانسلاخ عن ملذات الحياة.
عرف هذا المركز تواجد الإنسان منذ الأحقاب التاريخية القديمة إذ كانت له علاقة بالعديد من المناطق الحضارية القريبة والبعيدة مثل مركز «أم ورفروفن» المتواجد في أعلى الجبل وكذلك مركز «دشر الواد» ومركز «أنكَال». كما كان أوعبيد الله مناراً للعلم والعلماء، نزح له العديد منهم من شتى أطراف المغرب من تودغة إقليم ورزازات ومن إداوسملال (تزروالت) إقليم سوس وعلماء من قبائل الدليم الساقية الحمراء ووادي الذهب بالإضافة إلى آخرين من تافيلالت وغير ذلك مما يطول ذكره، وكانت أوعبيد الله تعرف بقصبة المرينيين في العصر المريني. كما عرف أهله طيلة تاريخه الطويل بتشجيع طلاب العلم والعلماء حيث يسخرون أعمالهم في الزراعة والفلاحة والكسب لإطعام طلاب العلم وتشجيعهم، كما كانوا يوقفون بساتينهم وأراضيهم الزراعية وقفا لتمويل طلبة العلم وبقي على نشاطه الدؤوب إلى الستينات من القرن العشرين. ومن أهم العلماء دفين أوعبيد الله سيدي عبد الرحمان بوزيان.

### موقع مركز انكَال التاريخي
يقع مركز انكَال في الهضبة من سفح الجبل وهو مركز لقبيلة أيت بوملال حيث عرف منذ القدم نشاطا عمرانيا حيث به العديد من المدافن البشرية الموغلة في القدم وعرف حركة علمية وأهم معلمة على ذلك مسجده العتيق الذي عرف العشرات من رجالات الفكر والعلم أمثال: سيدي واكريم وسيدي اوحماد وسيدي لفروكي وأخيرا سيدي أحمد أموكَان هذا الفقيه الجليل الوارع النازح من فركلة بقصر أسرير تتلمذ على يد أكبر فقهاء تافيلالت وهو المجاهد الحاج العربي ابن المحاج البدوي الأنصري التجموعتي نزح أجداده من الينبوع على البحر الأحمر إلى تافيلالت حيث حطوا الرحال بقصر السيفة، هذا الفقيه المجاهد كان الطلبة يفتخرون بالتتلمذ عليه وقصدوه إلى فركلة من شتى أطراف المغرب مما يعزز المكانة العلمية للفقيه سيدي احماد اموكَان.

### موقع مركز تاسْضرت التاريخي
```
(تَاسضرت كلمة أمازيغية تعني "descente" نظرا لصعوبة تضاريسها)
```

مركز تسضرت أو تمجوضين ما يعرف حاليا بتبيهيت التي كانت مركزا لحراسة القوافل من النهب حيث يتقاضى أهلها الأجر على ذلك ما يعرف قديما ب«الماكوس». والمركز الأثري القديم لتبيهيت الموجود في أعلى الهضبة موغل هو كذلك في القدم نظرا لبقايا الأطلال المتعددة والمقابر القديمة المجاورة كمقبرة «عجلاين».و على ذكر عجلاين هناك ضريح مثيل للعيان إلى اليوم يحمل هذا الاسم في نفس المقبرة، حيث يروى على لسان الرواة أن بذلك الموقع أسفل تسضرت وقعت معركة شرسة بين جيشين ومحل أحد الملوك. وفي أجواء الحرب والطعن والقتل نهبت خزائن أحد الملوك وكانت بها تحف وكان من بينها تمثالين لعجلين صنعا من الذهب ويروى أن الناهبين دفنوا العجلين في وسط المقبرة. ومنذ ذلك اليوم أطلق على ضريح تلك المدافن «عجلاين». ويروى أن هذه المناطق مليئة بشتى كنوز الذهب والفضة والتحف النفيسة دفنت في أجواء الاضطرابات والحروب التي عرفها طريق السلطان طيلة التاريخ الطويل نظرا لمواكب الملوك وقوافل التجار والعديد من كبار العلماء الذين وطئت أقدامهم هذه الأرض المباركة ومما يجب التنبيه إليه أن يعاد لهذه المناطق اعتبارها وجلالها وهيبتها وكيف لا وهي التي عرفت مرور علماء أجلاء كان لهم أكبر الآثار في إنارة تاريخ البشرية أمثال أبو الوليد ابن رشد AVEROES –كما كان يعرف في الغرب- مؤلف العديد من الكتب مثل تهافت التهافت وكتاب فصل المقال فيما بين الحكمة والشريعة من اتصال والذي كان يلقب بالشارح الأكبر نظرا لكونه شرح كتب أرسطو والعديد من علماء الإغريق، ولا شك أن أمثال هؤلاء المفكرين العلماء كانوا يمرون على هذه الأرض راجلين أو على دواب مما يتطلب في رحالات تلك العصور الوقوف كلما وجدوا مركزا للاستراحة وكانت أرض الفيض كما كانت تسمى قديما منتجع يصلح لاستراحة من عناء الترحال.

### موقع مركز بوالصومعت التاريخي
كان يقع مركز «بوالصومعت» في الحيز الجغرافي التالي: من الشمال يحده ادشر الواد ثم بوسلمان ومن سيدي عيسى إلى بوالدليت وتمزكيدة جنوبا وشرقا أوعبيدالله وأيت شباب على منابع تمسكورت ثم تفسورين المطلة على منابع تامدة ونزولا بوادي أوبشا ثم سهل بوحابو إلى نهر أم الربيع.
هذه المدينة الأثرية التي عرفت عمرانا هائلا منذ العصر الموحدي في القرن الثاني عشر الميلادي وامتد إشعاعها العمراني والعلمي إلى أواسط القرن السابع عشر الميلادي. حيث كانت مسرحا لقبيلة ايت ايمور التي تقوت واشتدت شوكتها وصارت تهدد أمن القوافل التجارية ومحلات السلطان على الطريق الاستراتيجي الهام. مما دفع أحد الملوك في أواسط القرن السابع عشر الميلادي بمحاربتهم بجيوش جرارة حيث هدموا كل مدينة «بوالصومعت» وسدوا بعض المنابع المائية حتى لا يطمع ايت ايمور في العودة وترحيل ألوف الأسرى منهم إلى أحواز مراكش قرب تحناوت.
ولم يبق من أثار هذه المدينة الأثرية إلا بقايا حجارة لأسس البناء أو الياجور أو بعض قطع الزليج والفسيفساء التي كانت تجلب إليها من الأندلس أو فاس. ومن بين هذه الآثار البارزة إلى يومنا هذا أثار يحتمل أن تكون لصومعة مسجد يقع داخل بستان ما يعرف ب«أورتي نيت أوشرو» غرب سهل «بوحابو» على ساقية «توف السيحل» وحفريات متعددة على جانب وادي أوبشا، ويروى أن الصومعي المشهور تاريخيا ببني ملال تعود أصوله إلى بوالصومعت بزاوية الشيخ.
ومن أهم المراكز العلمية التابعة لمدينة بوالصومعت المنقرضة والتي تتداولها ألسنة الرواة إلى يومنا هذا هو المركب العلمي والثقافي الذي كان ولا يزال إلى اليوم يحمل اسم «تمزكيدة» (تمزكيدة كلمة بالأمازيغية السوسية تعني: مكان طلب العلم والعبادة) وإن دلت هذه التسمية على شيء فإنها تدل على أن هذه المنطقة عرفت منذ العديد من القرون هجرة علماء أجلاء طواهم النسيان من شتى أطراف المغرب والأندلس. حيث كانت لهم اتصالات بعلماء من العيار الثقيل أمثال أبو الوليد ابن رشد الأندلسي والذي سبق ذكره، كان يعرج على هذا المركز كلما قام برحلة من الأندلس إلى مراكش أو العودة إلى الأندلس، ولاشك أن الوليد بن رشد كان يفضل الاستراحة بمنطقة أرض الفيض كما كانت تعرف قديما.وكل هذا الخضم من المراكز الأثرية التي عرفتها هذه المنطقة من زاوية الشيخ والتي عرفت العديد من التسميات عبر تاريخها الموغل في القدم، إذ كانت في بداية الفتح الإسلامي تعرف بأرض «زاغ» لتعرف في عصر أنوارها بأرض الفيض، ثم سميت بعد ذلك «بأم الرمان» ليطلق عليها في أواسط السابع عشر الاسم الذي تحمله إلى يومنا هذا وهو زاوية الشيخ نسبة إلى الولي الصالح والعلامة «سيدي احمد بناصر» المولود بتمكَروت على واد درعة بأحواز زكَورة، حيث أسس أبوه بتمكَروت أهم مكتبة في أفريقيا والعالم الإسلامي رحل جلها من طرف المستعمر الفرنسي والبعض الآخر حمل على شاحنات إلى المكتبة الوطنية بالرباط في بداية الاستقلال. وقد أسس سيدي أحمد بناصر مئات الزوايا في كل أطراف المغرب وكانت تعرف بالزوايا الناصرية وكان يبعث بأبنائه لنشر الدعوة الإسلامية، وكان من بينهم سيدي أحمد بناصر مؤسس زاوية الشيخ وهو دفين تمسكورت بناحية خنيفرة.
أيت ويرة:
بناصر أوموسى
فاطمة صالح
محمد أوموسى
*الأبناء: عثمان أوموسى
صالح أوموسى
*الأبناء:سحر أوموسى
علي أوموسى
*الأبناء:حياة أوموسى محمد أوموسى 
حادة أوموسى
*الأبناء:سماعيل مساعيد
يامنة أوموسى

## قبائل زاوية الشيخ

### قبيلة آيت إيمور
كان لها شأن في ما كان يعرف تاريخ الدير «آيت أومالو» و (أمالو كلمة أمازيغية تعني الظل)، هذه القبيلة كانت تستوطن حيزا واسعا من الأطلس المتوسط ابتداء من منابع أم الربيع إلى منطقة آيت سخمان في أعالي الأطلس المتوسط، وإلى يومنا هذا هناك أماكن بمنطقة آيت سخمان تحمل اسم قبائل آيت إيمور مثل «إفري نيت إيمور» (إفري كلمة أمازيغية تعني المغارة)، بحيث اشتدت شوكتها وتفرغت للفروسية وصارت تهدد القوافل التجارية والمحلات ورجالات الفكر مما أدى إلى رفع عدة شكايات ضدها إلى سلاطين ذلك الزمان بفاس ومراكش حيث تقرر ترحيلهم إلى أحواز مراكش منطقة تحناوت ولا يزالون إلى يومنا هذا يعرفون بقبيلت آيت إيمور ومن أهم قادتهم المشهورين تاريخيا أوبرشا امبارك. كما أن سلطة المخزن في ذلك التاريخ عملت على جلب قبائل أخرى من بعض أطراف المغرب لملئ الفراغ بالمنطقة.

### قبيلة آيت عبد النور
جلبت من منطقة آيت احديدو
قبيلة آيت اشظيف
حولت من إقليم ورزازات.

### قبائل آيت هودي
يعودون إلى جدهم هود ومركزهم ادشر الواد.

### فخدة إِزرار
نزحوا من واحة اغربس ما يعرف بكَلميمة إقليم الراشيدية، «إزرارن» يعرفون في بلدهم الأصلي «بإِزرارن».

### فخدة آيت بوملال
غالبا أصلهم من بقايا أيت ايمور نظرا لتطابق اللهجات والعادات والملاح.
قبلة آيت هودي
تتشكل من الدواوير التالية:
- قبلة آيت هودي
- دوار آيت أوعبيد الله
- دوار إزرار
- دوار آيت بوملال
- دوار آيت موسى
- دوار آيت خلو
- دوار آيت خلفون
- دوار آيت كولال

تكونها الدواوير التالية:
- دوار آيت احديدو
- دوار آيت حمزة
- دوار إزغواضان
- دوار آيت عثمان
- دوار آيت ايديير

### فخدة آيت كظيف
تكونها الدواوير التالية:
- آيت أوخا احساين
- املوان
- آيت عبدي
- آيت عبد الرزاق.

وكل هذه الدواوير التي ذكرت سالفا تنضوي اليوم تحت ما يعرف حاليا بجماعة آيت أم البخت (البخت تعني الحظ نظرا للخيرات الوافرة في هذه المنطقة).

### قبائل آيت ماحا
الرواد الأوائل لقبيلة آيت ماحا نزحوا من سهل تادلة بعد ترحيل آيت ايمور.
وفخدة آيت ماحا تتشكل حاليا من الدواوير التالية:
1)آيت إسولال =
- آيت ربعين
- آيت أيوب
- آيت امحند ؤ يوشو

2)آيت احسين =
- آيت علي وحساين
- آيت مومن
- آيت عمر

ولا زالت بعض الأماكن بزاوية الشيخ تنسب إلى آيت إيمور كزيتون آيت إيمور ومخازن الغلال والحبوب ما يعرف بالمرس في طريق واد النفع.

## خصائص
عرفت هذه المنطقة العديد من المعارك ذات الأهمية التاريخية التي خاضتها قبائل أيت إيمور بزعامة قائدهم المشهور أوبرشا امبارك، كما عرفت معارك أخرى أكثر شهرة كمعركة «تارضا» التي وقعت فيما يعرف إلى يومنا هذا بتارضا وفطان، التي وقعت بين جيوش المولى الرشيد العلوي مؤسس الدولة العلوية وجيوش السي محمد والحاج الدلائي آخر زعماء الإمارة الدلائية التي كان مركزها في «أيت دْلَ» خلف تلال تقع قرب معمل الياجور على الطريق الرئيسية رقم 8 ببلدة أيت اسحاق. وتعتبر معركة طاردة المعركة الفاصلة بين عصر الدلائين ونشوء دولة العلويين حيث انتصر في هذه المعركة المولى الرشيد، فأخذ معه من هذه المنطقة ومن أيت دل خيرة علمائها إلى مدينة فاس حيث وجدوا كل الترحاب والمعاملة الحسنة وذلك في أواسط القرن السابع عشر الميلادي. ثم معارك أخرى مع الفرنسيين أثناء عقد الحماية الفرنسية، ومن أشهرها معركة «الشاوش أٌوخَلا العطاوي» سنة 1947.
وكان أبت إيمور على درجة من الغنى والرفاه، وكان شغفهم بامتلاك الخيل الأصيلة والتنافس في ذلك إلى أن وصل بهم الحال إلى ضرب صفائح أرجل الخيل من الذهب، وأثار حب أيت أيمور للفرس والفروسية لا تزال مكرسة إلى يومنا هذا بين قبائل أيت أم البخت على درجات متفاوتة حيث يأتي أيت بوملال وايت هودي وايت عبد النور في المقدمة. إذ تعد الفروسية التقليدية من أشهر الأنشطة الحالية بالمنطقة على الصعيد الوطني والدولي، وشاركت فرقة منطقة زاوية الشيخ في الجائزة الوطنية للفروسية التقليدية ممثلة جهة تادلة أزيلال فحصلت على الرتبة الثانية سنة 2002 والرتبة الأولى سنة 2003. ومن أشهر الفرسان قديما وحديثا نذكر حدو وبنمومن والسيد حدو أوكعموش والسيد طيبي وأوعبد النور وحدو وكعموش.
كما اشتهرت هذه المنطقة بأغانيها الشعبية والفلكلورية المتنوعة، التي تعتبر مرآة صادقة تعكس الحياة اليومية المعيشة على اختلاف ألوانها ومكوناتها، كما أنها تلعب دور التوعية والمرشد الناصح ساعية إلى تنوير ضمائر الإنسان، والتنبيه على الأخطار التي قد يتيه فيها. ويظهر البعد الديني لهذه الأغاني الشعبية بجلاء فيما يسمى بغناء الشيوخ (إمديازن) حيث يقوم الشيخ (أمدياز) على نظم قصيدة كاملة (تمديازت) ضمن موضوع واحد، كالمدح مثلا أو الهجاء أو الزهد أو غيرهم. كما توجد أنواع أخرى لهذا الفن العريق كأحيدوس. فأحيدوس يعتبر مظهرا من مظاهر التعبير عن أفراح الناس، يتخذ أشكالاً متنوعة حسب المناطق التي يتدوال فيها هذا الطقس الفني، وسوف نسلط الضوء على هذا النموذج بمنطقة زاوية الشيخ حيث توجد فرقة تحمل اسم «فرقة آيت بوملال لأحيدوس» برئاسة الناظم «أنشاد» موحى أوخوجان. إذ يتسم بميزة خاصة تكمن في كونه يتشكل من صف واحد مختلط (ذكورا وإناثا)، فيتم التباري بالقصائد بين الشعراء الفحول. كما يتسم بالحركة الثابتة في مكان قار، وأثناء الإنشاد يقوم الصف بحركات نزولا وصعودا بشكل تدريجي، إلى أن يردد أحد نصفي الصف الشطر الأول من المقطع لينتقل الدور إلى النصف الآخر وهكذا دواليك.
وثمة أنواع أخرى من هذا النموذج يعرف أحدهم «حيفا» ويكون مختلطا على شكل دائري ويتسم بالحركية المتوسطة، وشكل آخر يصطلح عليه ب«تمسرحت» التي يصحبها الرقص والحركة السريعة.
أما فيم يتعلق بالمعزوفات المستعملة فتشمل الطبل والبندير (تالونت) بالإضافة إلى الكمنجة أو الكمان بناصر أوخويا وحادة أوعكي وحدو وشاوش نموذجا ثم نجد الوتر والكتار عند بعض المجموعات. كالمغني مولاي أحمد الحسني المشهور على الصعيد الوطني.

## معرض الصور
| - جانب من منتزه تامدة - عين تامدة - مسك الليل - سيدي عبد الحليم - مشهد عام لزاوية الشيخ |